# Uno sguardo dal cielo
Uno sguardo dal cielo (The Preacher's Wife) è un film del 1996 diretto da Penny Marshall, con protagonisti Whitney Houston e Denzel Washington.
È il remake del film del 1947 La moglie del vescovo, tratto dal romanzo omonimo di Robert Nathan.
Nel 1997 ha ricevuto una candidatura al Premio Oscar come miglior colonna sonora.

## Trama
Il pastore protestante Henry Biggs è in difficoltà: la sua comunità è minacciata da uno speculatore edilizio e il suo matrimonio con Julia Coleman è in crisi a causa dei pressanti impegni del pastore con i propri fedeli. Improvvisamente arriva Dudley un angelo inviato dall'alto per rimettere le cose a posto. La situazione invece di migliorare peggiora: in quanto, mentre Biggs non crede alla storia dell'angelo, la moglie mostra addirittura una certa attrazione per Dudley. Fortunatamente è il periodo di Natale e il reverendo, contagiato dallo spirito natalizio, ritrova la convinzione e le motivazioni, e con un piccolo aiuto dell'angelo, che dissuade lo speculatore edilizio dalle proprie intenzioni, la situazione si accomoda.

## Distribuzione
Negli Stati Uniti è uscito al cinema il 13 dicembre 1996. In Italia, invece, è uscito il 21 febbraio 1997.